# E. Power Biggs
Pour les articles homonymes, voir Biggs.
E. Power Biggs - Edward George Power Biggs, né le 29 mars 1906 à Westcliff-on-Sea (Essex), Angleterre, et mort le 10 mars 1977 à Cambridge (Massachusetts), est un organiste de concert anglais naturalisé américain en 1937.
Il était reconnu pour son immense répertoire allant de Frescobaldi, Buxtehude et Bach à Hindemith, Scott Joplin et Charles Ives. Son affection marquée pour la musique baroque ne l’empêchait pas de briller dans les grandes œuvres romantiques ou symphoniques ; parallèlement, il a joué beaucoup de musique contemporaine et commandé plusieurs œuvres à des compositeurs américains.

## Biographie
Un an après sa naissance, sa famille déménage à l’île de Wight. Après ses études au Hurstpierpoint College (West Sussex), il commence ses études d’orgue en 1924 avec J. Stuart Archer à l’Académie royale de musique de Londres (Royal Academy of Music) et les complète avec George D. Cunningham.
En 1929, il effectue une tournée aux États-Unis avec un ensemble de musique de chambre, séjour qui lui donne l’envie de s’installer en Amérique. En septembre 1930, malgré la Grande Dépression, il émigre aux États-Unis et deviendra citoyen américain en 1937. En 1932, il épouse Colette Lionne, une pianiste dont il divorce en 1944. L’année suivante, il se remarie avec Margaret (Peggy) Allen (1917-1999) qui demeura une partenaire fidèle tout au long de sa carrière.
Il commence sa carrière comme organiste à Newport, Rhode Island. En 1932, il s’installe définitivement à Cambridge, Massachusetts et devient organiste de la Christ Church, puis de l’église de Brookline (MA). Il enseigne de 1932 à 1951 à la Longy School of Music à Cambridge, ainsi qu'au Peabody Conservatory. Sa carrière de concertiste démarre en 1935 lorsqu’il rencontre l’imprésario Bernard Laberge qui s’occupait des tournées américaines de George D. Cunningham, Marcel Dupré et Fernando Germani.
Parallèlement à sa carrière d’organiste de concert, Biggs enregistre beaucoup, pour RCA Victor de 1939 à 1947, puis pour Columbia Records, de 1947 à sa mort.
Il s’intéresse activement à la facture d’orgue. Il rencontre G. Donald Harrison de chez Aeolian-Skinner, qui projetait de construire un orgue selon les principes classiques pour jouer les œuvres de Bach et le répertoire baroque.
Le résultat, un petit orgue expérimental de 24 jeux à traction électrique, la tuyauterie exposée sans buffet, composé et harmonisé dans le goût baroque, est installé en 1937 au Germanic Museum (renommé plus tard musée Busch-Reisinger) de l’université Harvard. Biggs y donne des récitals, dont une intégrale Bach en 1937-38, enregistre des disques et l’utilise régulièrement pour ses récitals du dimanche radiodiffusés par CBS à partir de 1942. Pour plusieurs, cet instrument (détruit lors d’un incendie en 1971) marque le début du renouveau de l’orgue en Amérique.
Lors d’une tournée de récitals et d’enregistrements en Europe en 1954, Biggs redécouvre la traction mécanique sur les instruments historiques qu’il joue en Allemagne et aux Pays-Bas particulièrement. En conséquence, il commande un orgue néo-baroque (27 jeux, 3 claviers) à traction mécanique chez Dirk A. Flentrop, facteur néerlandais, dans le but de pouvoir jouer la musique des J. S. Bach, Sweelinck, Buxtehude, Pachelbel et autres sur des instruments pouvant leur rendre justice. Le nouvel orgue Flentrop est installé en 1958 au Busch-Reisinger Museum (maintenant Adolphus Busch Hall) de Harvard où il remplace le Harrison. Biggs commence aussitôt à l’utiliser pour ses enregistrements et ses récitals à la radio. Malheureusement, CBS annule sa série de récitals d’orgue du dimanche en 1958. Cependant, la qualité exceptionnelle de cet instrument et l’acoustique parfaite de la salle permettront à Biggs d’y réaliser une grande quantité d’enregistrements qui feront découvrir l’esthétique et le répertoire baroque à des millions d’auditeurs en Amérique.
Toutes ces activités placeront Biggs en bonne place à l’origine du renouveau de l’orgue (Orgelbewegung) en Amérique, mouvement amorcé en Europe au début du XXe siècle.
Le répertoire de Biggs ne se cantonne pas au baroque, mais couvre toutes les époques. Il joue, commande et crée plusieurs nouvelles œuvres de Howard Hanson, Aaron Copland, Piston, Quincy Porter, Leo Sowerby, Daniel Pinkham et bien d’autres. Il joue et enregistre une bonne partie des concertos pour orgue avec les plus grands orchestres américains et des ensembles instrumentaux divers. En 1962, avec Catharine Crozier et Virgil Fox, il participe à l’inauguration de l’orgue (aujourd’hui disparu) du Philharmonic Hall de New York.
En 1966, il se fait construire un grand clavecin avec pédalier par John Challis sur lequel il enregistre du répertoire sérieux comme les Sonates en trio, la Toccata et fugue en ré mineur et la Passacaille en do mineur de J. S. Bach, et du répertoire plus léger comme des rags de Scott Joplin.
Peu de temps avant sa mort, Biggs fait don de son orgue Flentrop à l'université de Boston.

## Éditions musicales
Biggs a publié chez divers éditeurs des anthologies de musique pour orgue, choisie et éditée ou arrangée par ses soins.
- Louis Claude Daquin – New Book of Noels – 12 Noels for Organ, Mercury Corporation, New York, 1947 (Theodore Presser).
- A Treasury of Shorter Organ Classics, édité par E. Power Biggs, Theodore Presser.
- Treasury Of Early Organ Music (Organ Music of the 15th to 18th Centuries), édité par E. Power Biggs, Theodore Presser.
- The Biggs Book of Organ Music, Alfred Music Publishing.

## Honneurs
E. Power Biggs a son étoile sur la Hollywood Walk of Fame, au 6522 Hollywood Blvd., pour sa contribution remarquable à l’industrie du disque.
En 1968, il reçoit un Grammy « Best Chamber Music Performance » pour son enregistrement de canzonas de Gabrieli Glory Of Gabrieli Vol. II, avec le Edward Tarr Brass Ensemble et Vittorio Negri.

## Discographie partielle
Si RCA et Sony (Columbia) ne semblent guère intéressés à rééditer les enregistrements de E. Power Biggs, plusieurs de ceux-ci sont présentement transférés sur CD par Haydn House. 
- Bach — The Four Great Toccatas and Fugues, Sony BMG Masterworks.
- The Golden Age of the Organ, Columbia Masterworks M2S 697 (un hommage au facteur d’orgue Arp Schnitger).
- A Festival of French Organ Music, Columbia Masterworks MS 6307 : Widor, Saint-Saëns, Franck, Gigout, Vierne, Alain et Dupré, à l’orgue M. P. Möller de l’église St. George, New York (1961).
- Soler: Six Concerti for Two Organs, avec Daniel Pinkham, Columbia Masterworks ML 5608.
- Joyeux Noël - 12 Noëls de Louis-Claude Daquin sur l’orgue Flentrop du Busch-Reisinger Museum de l’Université Harvard, Columbia M 32375.

## Sources et références
- (en) Vernon Gotwals. "Biggs, E. Power." Grove Music Online. Oxford Music Online. 4 Jul. 2011.
- (en) Boston University AGO Les archives de E. Power Biggs conservées à l'université de Boston.
- (en) Grammy.com
- France Orgue Discographie établie par Alain Cartayrade.
- (en) Haydn House Voir The Organ Loft, la section consacrée aux disques d’orgue sur vinyle transférés sur CD.
- (en) Flentrop Organ, Busch Hall Historique, composition et photos.